# Hans-Werner Schippers
Hans-Werner Schippers (* 13. September 1929; † 20. April 2012) war ein deutscher Tischtennis-Nationalspieler aus den 1950er Jahren. Er ist deutscher Meister im Mixed.
Schippers spielte bei der SpVg Odenkirchen, dessen Tischtennisabteilung sich 1950 dem Rheydter Spielverein anschloss. In der deutschen Rangliste von 1950/51 wurde er auf Platz 11 geführt.
Zwei Mal wurde Schippers für die Nationalmannschaft nominiert. Er wirkte 1951 in Wuppertal bei der 2:5-Niederlage gegen Jugoslawien sowie beim 2:1-Erfolg über Portugal in Hannover mit.
1958 wurde er zusammen mit Hilde Gröber deutscher Meister im Mixed. In den Vorjahren war er viermal ins Halbfinale vorgedrungen: Im Doppel 1951 (mit Horst Ilberg), 1955 (mit Karl-Heinz Harmansa), 1956 (mit Werner Hoeveler) und im Mixed 1957 mit Hilde Gröber.
Später (nach 1957) spielte Schippers bei DJK TuSA 06 Düsseldorf, ehe er 1962 zum FC Mönchengladbach in die Verbandsliga wechselte.
2012 starb Hans-Werner Schippers. Er wurde auf dem evangelischen Friedhof in Rheydt beigesetzt.